# Кубанский (Новопокровский район)
Куба́нский — посёлок в Новопокровском районе Краснодарского края.
Административный центр Кубанского сельского поселения.

## Население
| 2002 | 2010  |
| ---- | ----- |
| 3159 | ↘2923 |

## Улицы
| - ул. Восточная, - ул. Гагарина, - ул. Горького, - ул. Гражданская, - ул. Железнодорожная, - пер. Железнодорожный, - ул. Казачья, - ул. Кирова, - ул. Комарова, | - ул. Королёва, - ул. Красноармейская, - ул. Кубанская, - ул. Ленина, - ул. Лермонтова, - ул. Линейная, - ул. Маяковского, - ул. Мира, - ул. Молодёжная, | - ул. Новосадовая, - ул. Октябрьская, - ул. Островская, - ул. Первомайская, - ул. Полевая, - ул. Пролетарская, - ул. Пушкина, - ул. Садовая, - ул. Северная, | - ул. Советская, - ул. Степана Разина, - ул. Степная - ул. Толстого, - ул. Чапаева, - ул. Чехова, - ул. Школьная, - пер. Школьный, - ул. Элеваторная. |

## Инфраструктура
Путевое хозяйство. Действует железнодорожная станция Ровное на двухпутной магистрали Сальск — Тихорецкая Северо-Кавказской железной дороги.